# Chacornac (kráter)

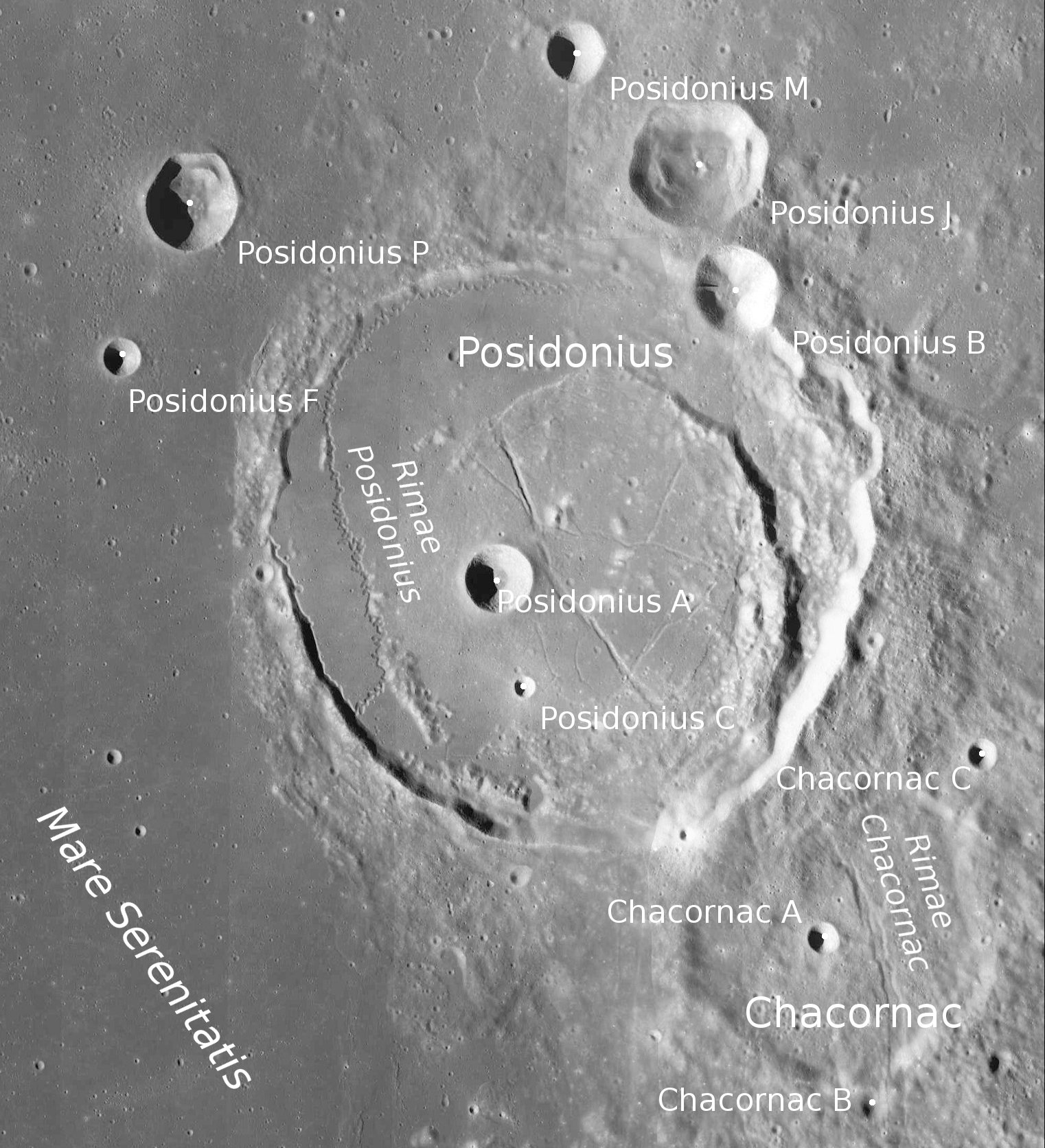
Kráter Chacornac a okolí

Chacornac je kráter nepravidelného tvaru nacházející se východně od měsíčního moře Mare Serenitatis (Moře jasu) na přivrácené straně Měsíce. Má průměr 51 km, jeho okrajový val je šestiúhelníkového tvaru a je značně narušen. Uvnitř něj a jižně od kráteru se nachází brázdy Rimae Chacornac, které jsou dlouhé až 120 km. Na lávou zatopeném dně Chacornacu leží další krátery, z nichž největší je Chacornac A. Kráter postrádá centrální pahorek.
Chacornac těsně sousedí na severozápadě s větším kráterem Posidonius, jižně lze nalézt kráter Le Monnier.

## Název
Pojmenován je podle francouzského astronoma Jeana Chacornaca, objevitele 6 planetek.

## Satelitní krátery
V okolí kráteru se nachází několik dalších kráterů. Ty byly označeny podle zavedených zvyklostí jménem hlavního kráteru a velkým písmenem abecedy.
| Chacornac | Sel. šířka | Sel. délka | Průměr |
| --------- | ---------- | ---------- | ------ |
| A         | 29.8° S    | 31.5° V    | 5 km   |
| B         | 29.8° S    | 31.9° V    | 6 km   |
| C         | 30.8° S    | 32.6° V    | 4 km   |
| D         | 30.6° S    | 33.6° V    | 26 km  |
| E         | 29.4° S    | 33.7° V    | 22 km  |
| F         | 29.2° S    | 32.9° V    | 26 km  |